# Lindenhurst
|  | Per a altres significats, vegeu «Lindenhurst (Illinois)». |

Lindenhurst és una població dels Estats Units a l'estat de Nova York. Segons el cens del 2000 tenia 27.819 habitants.
Segons el cens del 2000, Lindenhurst tenia 27.819 habitants. La densitat de població era de 2.861,7 habitants/km².
Cap de les famílies estaven per davall del llindar de pobresa.